# Duas Caras
Fej vagy írás (Duas caras) egy brazil szappanopera, 2007.

## Cselekmény
Marconi Ferraco sikeres üzletember, aki mindent megkaphat az életben, múltja azonban sötét titkot rejt. Mielőtt felvette jelenlegi személyiségét, Adalberto Rangelnek hívták, aki hideg számítástól vezérelve elvette feleségül Maria Paulát, majd elhagyta, miután kiforgatta vagyonából a lányt. Arról azonban nem tudott, hogy Maria Paula gyermeket vár tőle. Az asszonynak tíz évvel később nyílik rá lehetősége, hogy elégtételt vegyen az őt ért sérelmekért. Harcában nem várt szövetségesekre talál, miközben fia, Renato egyre inkább elkezd vonzódni édesapjához.

## Szereplők
- Marjorie Estiano - Maria Paula Fonseca do Nascimento Ferreira
- Dalton Vigh - Marconi Ferraço (Adalberto Rangel / Juvenaldo Ferreira)
- Alinne Moraes - Maria Sílvia Barreto Pessoa de Moraes
- Antônio Fagundes - Juvenal Antena (Juvenal Ferreira dos Santos)
- Susana Vieira - Branca Maria Barreto Pessoa de Moraes
- José Wilker - Francisco Macieira
- Renata Sorrah - Célia Mara de Andrade Couto Melgaço
- Lázaro Ramos - Evilásio Caó dos Santos
- Débora Falabella - Júlia de Queiroz Barreto Caó dos Santos
- Marília Pêra - Gioconda de Queiroz Barreto
- Stênio Garcia - Barretão (Paulo de Queiroz Barreto)
- Flávia Alessandra - Alzira de Andrade Correia
- Betty Faria - Bárbara Carreira
- Marília Gabriela - Guigui (Margarida McKenzie Salles Prado)
- Caco Ciocler - Claudius Maciel
- Marcos Winter -  Narciso Tellerman
- Letícia Spiller - Maria Eva Monteiro Duarte
- Oscar Magrini - Gabriel Duarte
- Juliana Knust - Débora Vieira Melgaço
- Otávio Augusto - Antônio José Melgaço
- Sheron Menezes - Solange Couto Ferreira dos Santos Maciel
- Thiago Mendonça - Bernardinho (Bernardo da Conceição Júnior)
- Leona Cavalli - Dália Mendes
- Alexandre Slaviero - Heraldo Carreira
- Júlia Almeida - Fernanda Carreira da Conceição
- Armando Babaioff - Benoliel da Conceição
- Júlio Rocha - JB (João Batista da Conceição)
- Nuno Leal Maia - Bernardo da Conceição
- Mara Manzan - Amara
- Rodrigo Hilbert - Ronildo (Guilherme McKenzie Salles Prado)
- Bárbara Borges - Clarissa de Andrade Couto Melgaço
- Guilherme Gorski - Duda (Eduardo Monteiro, son of sister of Maria Eva)
- Juliana Alves - Gislaine Caó dos Santos
- Sheron Menezes - Solange Couto Ferreira dos Santos Maciel
- Ângelo Antônio - Dorgival Correia
- Paulo Goulart - Heriberto Gonçalves
- Viviane Victorette - Nadir
- Ivan de Almeida - Misael Carpinteiro (Misael Caó dos Santos)
- Wolf Maya - Geraldo Peixeiro
- Eri Johnson - Zé da Feira (José Carlos Caó dos Santos)
- Flávio Bauraqui - Ezequiel Caó dos Santos
- Susana Ribeiro - Edivânia
- Mariana Ribeiro - Vilma
- Wilson de Santos - Jojô (Josélio)
- Dudu Azevedo - Barretinho (Paulo de Queiroz Barreto Filho)
- Cris Vianna - Sabrina Soares da Costa de Queiroz Barreto
- Adriana Alves - Condessa de Finzi-Contini (Morena)
- Débora Nascimento - Andréia Bijou
- Marcela Barrozo - Ramona Monteiro Duarte
- Diogo Almeida - Rudolf Stenzel
- Sérgio Vieira - Petrus Monteiro Duarte
- Natasha Stransky - Bijouzinha (sister of Andréia Bijou)
- Guida Viana - Lenir (Elenir)
- Guilherme Duarte - Zidane
- Alexandre Liuzzi - Dagmar
- Adriano Dória - Marcha Lenta
- Antônio Firmino - Apolo
- Lugui Palhares - Carlão (Carlos Augusto Palhares)
- Marilice Cosenza - Socorro
- Laura Proença - Vesga (Salete Costa)
- Luciana Pacheco - Denise
- Cristina Galvão - Lucimar
- Josie Antello - Amélia Caó dos Santos
- Thaís de Campos - Claudine Bel-Lac
- Fafy Siqueira - Madame Amora
- Jackson Costa - Waterloo de Sousa
- Débora Olivieri - Adelaide
- Roberto Lopes - Gilmar
- Paulo Serra - Ignácio Güevara
- Sylvia Massari - Graça Lagoa
- Gottsha - Eunice / Diva
- Raquel Fiuna - Victória (Dóris)
- Luciana Barbosa - Priscila
- Adriano Garib - Silvano
- Humberto Guerra - Feliz
- Tina Kara - Lavínia
- Gilberto Miranda - Divaldo
- Teca Pereira - Nanã
- Prazeres Barbosa - Shirley
- Isabela Lobato - Heloísa
- Munir Kanaan - Mosquito
- Raphael Rodrigues - Brucely
- Gisele Werneck - Aurora
- Bia Mussi - Janete
- Beto Quirino - Mestre
- Leandro Lamas - Atchim
- Marcos Holanda - Dunga
- César Amorim - Soneca
- Sérgio Monte - Dengoso
- André Luiz Lima - Zangado
- Zé Luiz Perez - Zé da Preguiça
- Edmo Luís - Gavião Sereno
- Eduardo Lara - Frango Veloz
- Leandro Ribeiro - Osvaldo
- Hugo Resende - Matheus
- Cristiane Machado - Maria Helena
- Tathiane Manzan - Ruth
- Raphael Martinez - Elvis
- Simone Debet - Nelly
- Miguel Andrade - Rui
- Ronna Dias - Ednéia
- Álvaro Abrão - Henrique
- Branca Feres - Luli
- Bianca Feres - Lucinha
- Babú Santana - Montanha
- Felippe Sanches - Bené
- Mariana Xavier - Verinha
- Aline Pyrrho -
- Bruna Guerin -
- Jaqueline Farias -
- Flávia Santana -
- André Pellegrino -
- Carla Zanetti -
- Átila Veiga -
- Júlia Stockler -
- Derlan Rodrigues -
- Sofia Portto -
- Mauricio Cunha -
- Gabriel Sequeira - Renato Fonseca do Nascimento "Rangel" Ferreira
- Luana Dandara - Manuela de Andrade Correia
- Lucas Barros - Dorginho (Dorgival Correia Júnior)
- Tarcísio Meira - Hermógenes Rangel
- Alexandre Piccini - Rodrigo
- Laura Cardoso - Alice de Souza
- Herson Capri - João Pedro Pessoa de Moraes (Joca)
- Fúlvio Stefanini - Waldemar do Nascimento
- Bia Seidl - Gabriela Fonseca do Nascimento
- Vanessa Giácomo - Luciana Alves Negroponte
- Totia Meireles -  Jandira Alves
- Eriberto Leão - Ítalo Negroponte
- Chica Xavier - Mama Bina (Setembrina Caó dos Santos)
- Ricardo Blat -  Inácio Lisboa
- Paola Crosara - Rebeca Lisboa
- Werner Schünemann - Humberto Silveira
- Vera Fischer - Dolores
- Rogéria - Astolfo
- Juan Alba - Delegate Raposo Neto
- Ilva Niño - Risoleta
- Luíza Brunet -
- Martinho da Vila -
- Tony Ramos -
- Lidiane Barbosa  -
- Juliana Paes -
- Francisco Cuoco -
- Jean Wyllys -
- Sérgio Viotti - Manuel de Andrade Couto
- Paulo César Pereio - Lobato (José Gregório dos Santos Lobato)
- Carlos Vereza - Helmut Erdmann
- Ida Gomes - Frida
- Betty Lago - Soraya
- Matheus Costa - Leone Alves Negroponte
- Ana Karolina Lannes - Sofia Alves Negroponte
- Carol Holanda - Bárbara (giovane)
- Bernardo Mesquita - Adalberto (giovane)
- Everaldo Pontes - Gilvan Ferreira
- Victor Pecoraro - Marcello
- Rafaela Victor - Míriam Lisboa
- Javier Gomez - Dr. Hidalgo
- Carlos Machado - Siqueira
- Gláucio Gomes - Mariozinho Pedreira
- Wendell Bendelack - João Fuleiro
- Selma Egrei -
- Bruna Brignol -
- Paulo Vespúcio -
- Harley Vas - "Magrinho"
- Kelly Jabour -
- Lady Francisco - Odete
- Elizabeth Gasper - Beatriz
- Monique Lafond - Celinha
- Jackson Antunes - Ministro
- Hada Luz -
- Larissa Machado -
- Luciana Pontes -
- Cláudia Borioni -
- Alexandre da Costa -
- Taiguara Nazareth - Miguel da Silva dos Anjos
- Maurício Gonçalves - Lima Barreto
- Pietro Mário - Fernando Pereira Salles Prado
- Lionel Fischer - Arnaldo
- Denis Derkian - Carvalho
- Delano Avelar -
- Leandro Luiz Thassi -
- Angelo Antonio - Dorgival
- Chico Tenreiro -

## Külső hivatkozások
- Archiválva 2013. június 17-i dátummal a Wayback Machine-ben (oficial weboldal)
- (szinopszis)
- Archiválva 2013. december 17-i dátummal a Wayback Machine-ben (Cselekmény))
- Archiválva 2013. december 17-i dátummal a Wayback Machine-ben (videó)